# Chiromantis
Chiromantis là một chi động vật lưỡng cư trong họ Rhacophoridae, thuộc bộ Anura.

## Các loài
- Chiromantis kelleri Boettger, 1893
- Chiromantis petersii Boulenger, 1882
- Chiromantis rufescens (Günther, 1869)
- Chiromantis xerampelina Peters, 1854